# Bo Weavil Jackson
Bo Weavil Jackson war ein US-amerikanischer Bluessänger und -gitarrist. Er lebte in der ersten Hälfte des 20. Jahrhunderts, die Daten und Orte seiner Geburt sowie seines Todes sind unbekannt. Sein richtiger Name lautete vermutlich James Jackson.
Jackson wurde als einer der ersten Country-Bluessänger im Jahre 1926 für die Plattenlabels Paramount und Vocalion aufgenommen. Vocalion vermarktete ihn unter dem Namen Sam Butler. Seine 78-rpm-Schallplatten sind bei Sammlern begehrt, sein auf Plattenaufnahmen erhaltenes Repertoire, das neben Blues- auch Gospel-Songs enthält, wurde auf einer Vielzahl von LP und CD Samplern wiederveröffentlicht.